# Gerhard Sommer
Gerhard Sommer, né le 24 juin 1921 à Hambourg et mort en 2019, est un militaire et fugitif nazi allemand.
Il est no 1 sur la liste des criminels de guerre nazis les plus recherchés du centre Simon-Wiesenthal.

## Biographie
En mai 2015, concomitamment au décès de Vladimir Katriuk, autre fugitif placé sur la liste du centre Simon-Wiesenthal, Gerhard Sommer est annoncé souffrir de démence, ne pouvant ainsi plus faire l'objet de procès selon un procureur allemand,,.